# Богородична црква у Студеници
Католикон манастира Студеница подигнут је између 1183. и 1196. године. Његов оснивач и ктитор је велики жупан Стефан Немања. Сврстава се у највредније споменике рашке градитељске школе. Црква је једнобродна, са олтарским простором и унутрашњом припратом, док је спољашњу припрату нешто касније подигао краљ Радослав.
Спољни изглед Богородичине цркве одржава складан однос два архитектонска правца: романике, владајућег стила на Западу, и византијског обликовања. Из овог прожимања настао је специфичан градитељски стил познат под именом „рашка школа”.
Врхунац уметничког обликовања у манастиру Студеници представљају четири портала, међу којима се посебно издваја западни портал смештен између спољне и унутрашње припрате.
На северном зиду поткуполног простора је прозор сачињен од квадратних поља са медаљонима, изрезаним у оловној плочи, који приказују осам фантастичних животиња – симболе Богородичиних врлина, и са две розете које символизују „око Божије“.
У прстенастом делу кубета Богородичине цркве налази се фрагментарно сачуван запис:
„Овај Пресвети храм Пречисте Владичице наше Богородице саздан би велеславним великим жупаном и сватом (пријатељем) цара грчког Алексија Стефаном Немањом који је примио анђеоски образ као Симеон монах… великога кнеза Вукана године 1208/9, идникта 9. и мене, који је овде служио, помените Саву грешнаго.”
Дакле, Богородичина црква је живописана у време кнеза Вукана и вероватно уз помоћ коју му је пружио брат Стефан Првовенчани.
Првобитни живопис делом је сачуван у олтару, затим поткуполном простору, на западном зиду и у доњим зонама наоса. Централно место у олтару заузима композиција Богородице са анђелима, испод ње је представа на којој Христос причешћује апостоле. Старом сликарству припадају и представе Благовести и Сретење на западном делу олтарске преграде. Најмонументалнија, а по уметничким одликама најсавршенија, јесте композиција Распеће Христово, у наосу.
Године 1569, извршена је обнова студеничког живописа, о чему сведочи очуван запис испред представе Успење Богородице, на западном зиду. На јужном зиду приказана је ктиторска композиција на којој Богородица приводи ктитора, Симеона Немању, са моделом цркве у руци — Христосу, Праведном Судији.
У припрати, која је живописана 1569, значајан је циклус фресака Страшног суда, у горњим зонама источног и западног зида. Најранији живопис Богородичине цркве највиши је домет византијске уметности са самог почетка 13. века. Обновљени живопис из 16. века рађен је стручно и зналачки и представља први рестаураторски подухват у Срба. На основу неких одлика живописа, претпоставља се да је у том подухвату учествовао и монах Лонгин, један од најбољих српских уметника тог времена.
Живопис у Радослављевој припрати и бочним капелама потиче из четврте деценије 13. века, а по стилским одликама близак је фрескама главне цркве. У северној капели, која је посвећена Светом Николи, налази се, поред композиције Поклоњење жртви, циклус о Светом Николи. У јужној капели приказани су: Немања, Стефан Првовенчани и његов син, краљ Радослав, са женом Аном, а на северном зиду тројица српских архијереја: Сава, Арсеније и Сава II, млађи брат краља Радослава.